# Laothoe populetorum
Laothoe populetorum är en fjärilsart som beskrevs av Otto Staudinger 1887. Laothoe populetorum ingår i släktet Laothoe och familjen svärmare. Inga underarter finns listade i Catalogue of Life.